# Верхняя Чермода
Верхняя Чермода — деревня в Осинском городском округе Пермского края России.

## Географическое положение
Деревня находится на расстоянии примерно 6 километров на юго-восток от села Гремяча Осинского городского округа.

## История
С 2006 по 2019 год входила в состав Гремячинского сельского поселения Осинского района. После упразднения обоих муниципальных образований стала рядовым населённым пунктом Осинского городского округа.

## Климат
Характеристики климата: среднегодовая температура воздуха равна +1,7 °C; абсолютная минимальная температура −54 °C; абсолютная максимальная температура +38 °C; продолжительность безморозного периода — 114 дней; годовое количество осадков — 598 мм; средняя мощность снегового покрова — 64 см; средняя многолетняя глубина промерзания почвы под снежным покровом — 71 см, наибольшая — 126 см, с первой декады ноября по последнюю декаду апреля; глубина промерзания грунтов под оголённой поверхностью — 1,9 м.

## Население
Постоянное население составляло 61 человек (88 % русские) в 2002 году, 53 человека в 2010 году.